# Romero Osby
Romero Dion Osby (Francoforte, 7 maggio 1990) è un ex cestista statunitense.

## Carriera
È stato selezionato dagli Orlando Magic al secondo giro del Draft NBA 2013 (51ª scelta assoluta).
Nella stagione 2013-14 ha giocato 12 partite in NBDL con i Maine Red Claws, che in seguito ad un infortunio l'hanno tagliato a gennaio 2014. Nel luglio 2014 firma un contratto di un anno con il Le Mans, squadra del campionato francese.